# Hypisodus
Hypisodus es un género extinto perteneciente a la familia Hypertragulidae, del orden Artiodactyla, endémico de Norteamérica durante el Eoceno y Oligoceno, que vivió hace 33.9–26.3 Ma y existió aproximadamente durante 10,9 millones de años.
Hypisodus fue un rumiante primitivo, parecido a un pequeño ciervo, a pesar de que están más emparentados a los Tragulidaes modernos. Era frugívoro, es decir, que se alimentaba exclusivamente de fruta.

## Taxonomía
Hypisodus fue nombrado por Cope en 1873. Fue asignado a Hypisodontinae por Matthew en 1908; y a Hypertragulidae Cope en 1873, Cook en 1934 y Carroll en 1988.

## Especies
Hypertragulus cuenta con cinco especies:
- H alacer
- H ironsi
- H paululus
- H retallacki
- H ringens

## Distribución fósil
Se han encontrado fósiles en:
- 10 N Site, Condado de Gallatin, Montana.
- Horsetail Creek, Condado de Logan, Colorado.